# Horseshoe Bay, Texas
Horseshoe Bay là một thành phố thuộc quận Llano, tiểu bang Texas, Hoa Kỳ. Năm 2010, dân số của xã này là 3418 người.

## Dân số
- Dân số năm 2000: người.
- Dân số năm 2010: 3418 người.